# Matarr Jarju
Matarr Jarju (auch in der Schreibweise Matarr Jarjue) (* 1957 in Gambia) ist ein ehemaliger Ringer aus dem westafrikanischen Staat Gambia. Er nahm an den Olympischen Spielen 1988 in Seoul teil.

## Olympia 1988
Er trat bei dem Wettbewerb der Ringer in der Kategorie Freistil in der Gewichtsklasse Mittelgewicht (bis 82 kg) an und startete in der Gruppe A. Seinen ersten Kampf gegen den Argentinier Daniel Iglesias verlor er. In der zweiten Runde unterlag er dem Japaner Atsushi Ito, was für Jarju nach zwei Niederlagen das Ende des Wettbewerbs bedeutete.

## Nach der sportlichen Laufbahn
Jarju wurde im November 2007 zum Präsidenten der Gambia Wrestlers Association gewählt, er löste damit Abdul Shyllon als Nachfolger ab.